# Приветное (Волынская область)
Приве́тное (укр. Привітне) — село в Локачинской поселковой общине Владимирского района Волынской области Украины.
Код КОАТУУ — 0722484601. Население по переписи 2001 года составляет 1351 человек. Почтовый индекс — 45543. Телефонный код — 3374. Занимает площадь 2,031 км².

## История
Село ранее носило название Свинюхи. Упоминается в летописи 1157 года по поводу похода великих князей Юрия и Ярослава Галичского на Мстислава Изяславовича. Вероятно, упоминается под именем Свинескъ среди волынских городов в летописном «Списке русских городов дальних и ближних» конца XIV века. Согласно переписи 1897 года, в селе было 1780 жителей, среди них 629 евреев. По данным на начало XX века, в селе была православная церковь, 2 еврейских молитвенных дома, школа, водяная мельница, ярмарка.
Во время Первой мировой войны, в августе 1916 года, Свинюхи оказались на острие Брусиловского прорыва, а также упоминаются в романе «Тихий Дон» Михаила Шолохова: «Девять с лишним тысяч жизней выплеснули в тот день на супесную невеселую землю неподалеку от деревни Свинюхи».
До 2020 года входило в Локачинский район.

## Известные уроженцы, жители
Маригодов, Константин Лукич (1891, местечко Свинюхи Владимирского уезда Волынской губернии — 1943/?) — русский советский поэт. Участник Великой Отечественной войны. Пропал без вести на фронте.